# Гайбла-Веллі (Вірджинія)
Гайбла-Веллі (англ. Hybla Valley) — переписна місцевість (CDP) в США, в окрузі Ферфакс штату Вірджинія. Населення — 16 319 осіб (2020).

## Географія
Гайбла-Веллі розташована за координатами 38°44′46″ пн. ш. 77°4′47″ зх. д. / 38.74611° пн. ш. 77.07972° зх. д. (38.746129, -77.079593).  За даними Бюро перепису населення США в 2010 році переписна місцевість мала площу 5,33 км², з яких 5,32 км² — суходіл та 0,01 км² — водойми.

## Демографія
Згідно з переписом 2010 року, у переписній місцевості мешкала 15 801 особа в 5768 домогосподарствах у складі 3672 родин. Густота населення становила 2965 осіб/км².  Було 6060 помешкань (1137/км²).
Расовий склад населення:
| - 38,7 % — білих - 31,8 % — чорних або афроамериканців - 8,9 % — азіатів - 0,5 % — корінних американців - 0,1 % — вихідців з тихоокеанських островів - 15,6 % — осіб інших рас |

До двох чи більше рас належало 4,3 %. Частка іспаномовних становила 31,1 % від усіх жителів.
За віковим діапазоном населення розподілялося таким чином: 28,2 % — особи молодші 18 років, 63,1 % — особи у віці 18—64 років, 8,7 % — особи у віці 65 років та старші. Медіана віку мешканця становила 32,1 року. На 100 осіб жіночої статі у переписній місцевості припадало 91,4 чоловіків;  на 100 жінок у віці від 18 років та старших — 88,2 чоловіків також старших 18 років.
Середній дохід на одне домашнє господарство  становив 77 477 доларів США (медіана — 57 148), а середній дохід на одну сім'ю — 91 669 доларів (медіана — 67 479). Медіана доходів становила 46 851 долар для чоловіків та 39 457 доларів для жінок. За межею бідності перебувало 15,4 % осіб, у тому числі 21,3 % дітей у віці до 18 років та 18,9 % осіб у віці 65 років та старших.
Цивільне працевлаштоване населення становило 8335 осіб. Основні галузі зайнятості: освіта, охорона здоров'я та соціальна допомога — 17,0 %, науковці, спеціалісти, менеджери — 15,6 %, роздрібна торгівля — 15,4 %.